# Сутички на кордоні між Іраном та «Талібаном» (2021)
Зіткнення між Афганістаном та Іраном у 2021 році відбулися між Збройними силами Ісламського Емірату та командуванням прикордонної охорони Ірану вздовж контрольно-пропускних пунктів на кордоні Афганістану та Ірану.
Зіткнення відбулися 1 грудня 2021 року. В ході транскордонних боїв війська Ісламського Емірату Афганістан захопили кілька контрольно-пропускних пунктів на іранському боці міжнародного кордону. Зіткнення припинилися пізніше того ж дня, після того як обидві сторони швидко прийшли до згоди, згідно з якою сили Талібану вийшли з усієї захопленої території Ірану. Згодом Іран та Ісламський Емірат Афганістан назвали інцидент «непорозумінням» і заперечували будь-які втрати, тоді як різні ЗМІ повідомляли про втрати з обох сторін.

## Передумови
Відносини між Іраном, переважно шиїтською країною, і талібами, де домінують сунітські фундаменталісти, історично були дуже нестабільними. Під час правління Талібану в Афганістані між 1996—2001 роками 10 іранських дипломатів з консульства в Мазарі-Шарифі були страчені талібами . Це призвело до військової мобілізації Іраном, яка була дозволена за посередництва ООН. Під час вторгнення США до Афганістану в 2001 році Іран співпрацював із американськими силами, а іранський спецназ підтримував Північний союз під час захоплення Герата.
Під час війни в Афганістані 2001—2021 років Іран покращив свої стосунки з Талібаном. Під час війни США та Ісламська Республіка Афганістан звинуватили Іран у наданні притулків та матеріальної підтримки Талібану. У 2010 році в Афганістані сили НАТО захопили офіцера іранських сил Кудс, якого назвали «ключовим посередником озброєння Талібану». У 2017 році Ісламська Республіка Афганістан звинуватила Іран у прямій допомозі Талібану під час наступу на афганські урядові сили на заході Афганістану та заявила, що Іран намагався зруйнувати дамбу в провінції Герат. Іран відкидає звинувачення в підтримці Талібану.
Влітку 2021 року Талібан відновив свою владу над Афганістаном після виведення військ США з країни. У листопаді 2021 року лідер Фронту національного опору Афганістану Ахмад Масуд та лідер хазарейців Ісмаїл-Хан зустрілися в Ірані в рамках своїх спроб посилити афганську опозицію.

## Зіткнення
1 грудня 2021 року на кордоні Афганістану та Ірану відбулися сутички між прикордонниками обидвох країн. Напівофіційне іранське інформаційне агентство Tasnim повідомило, що зіткнення почалися після того, як сили Талібану відкрили вогонь по іранських фермерах, які перетнули прикордонну стіну між двома країнами, що спонукало іранських солдатів втрутитися з використанням важкої та середньої зброї, а також відкрити артилерійський вогонь. Під час наступних зіткнень бойовики Талібану атакували прикордонний контрольно-пропускний пункт Дахраес і захопили його разом з кількома іншими контрольно-пропускними пунктами на території Ірану. Згідно з повідомленнями ЗМІ, під час зіткнень з обох сторін було вбито невизначену кількість бойовиків, тоді як обидві сторони заперечували будь-які втрати в результаті інциденту. Зіткнення припинилися пізніше того ж дня після того, як сторони дійшли згоди, і таліби вийшли з усіх захоплених територій.

## Реакції

### Афганістан
Речник Талібану Забіулла Муджахід заявив, що причиною сутички між прикордонниками обидвох країн стало «непорозуміння на місцевому рівні». Муджахід додав, що «ситуація перебуває під контролем із розумінням обидвох сторін» і що лідери Талібану в цьому районі отримали «необхідні інструкції», аби запобігти повторенню подібних непорозумінь. Таліби також не повідомляють про втрати зі свого боку.

### Іран
Речник міністерства закордонних справ Ірану Саїд Хатібзаде заявив у своїй заяві, що «непорозуміння між мешканцями кордону» спричинило бої, не назвавши талібів. Напівофіційне іранське інформаційне агентство Fars не згадало про талібів, заявивши, що, можливо, винні контрабандисти. Новинний сайт також повідомив, що жертв немає.